# São Tomé og Príncipes fodboldlandshold
São Tomé og Príncipes fodboldlandshold repræsenterer São Tomé og Príncipe i fodboldturneringer og kontrolleres af São Tomé og Príncipes fodboldforbund. Landet har været medlem af FIFA og CAF siden 1986, men har aldrig deltaget ved en slutrunde. 